# Чепане, Илма
И́лма Че́пане (латыш. Ilma Čepāne; род. 29 апреля 1947, Валкский район, Латвийская ССР) — латвийский правовед, латвийский политический деятель. 

## Биография
Родилась в Валкском районе в 1947 году. В 1984 году окончила юридический факультет Латвийского государственного университета и аспирантуру при нем. Защитила диссертацию в Московском государственном университете. Доктор юридических наук. Автор более 60 публикаций по правовым вопросам охраны окружающей среды и земельной реформы. Углубляла знания в Конституционном совете и Государственном совете Франции, Верховном суде Канады и Датской национальной административной школе.
С 1977 года преподаватель Латвийского университета. С 2002 года профессор кафедры гражданского права юридического факультета Латвийского университета. Профессор Латвийского университета. Член партии «Новое время», затем «Гражданского союза» (позднее ГС и НВ слились в партию «Единство»). 
В 1990 году вступила в зелёную партию. От этой партии была избрана в Верховный Совет Латвии. 
С 1993 по 1996 годы работала в министерстве транспорта, в должности парламентского секретаря. Судья Конституционного суда Латвии в 1996—2006 гг. 
В 2006 году была избрана в Сейм Латвии, от партии «Новое время». В 2008 году вышла из партии, но сохранила свой депутатский мандат. В этом же году, приняла участие в создании партии «Гражданский союз». Позже эта партия войдёт в состав «Единства». От данной партии, она будет избрана в следующие два созыва.
Провела через латвийский парламент Преамбулу к Конституции, утверждающую Латвию как государство латышей и предложенную Эгилсом Левитсом.

## Личная жизнь
Была замужем за депутатом Альфредом Чепанисом. Супруги имели одну дочь Лейлу и двух внуков. Позже пара развелась.

## Награды
- Орден Трёх Звёзд 3 степени (2000)[3].
- Почётная грамота Президента Латвии (2022)[4].